# I Need You For Christmas
«I Need You For Christmas» (укр. «Ти мені потрібен на Різдво») — промо-сингл румунської співачки Інни з французького видання альбому «Hot». Випущений у 2009 році лейблом «Roton».

## Чарти
| Чарт (2009)           | Найвища позиція |
| --------------------- | --------------- |
| Romanian Top 100      | 97              |
| Russian Airplay Chart | 146             |